# روب شيبرد
روب شيبرد (بالإنجليزية: Robert Shepherd)‏ هو مجدف أمريكي، ولد في 19 أبريل 1965 في فريسنو في الولايات المتحدة.

## وصلات خارجية
- روب شيبرد على موقع الاتحاد الدولي للتجديف (الإنجليزية)
- روب شيبرد على موقع أوليمبيديا (الإنجليزية)